# مکنده‌ماهی کیسه‌دار
مکنده‌ماهی کیسه‌دار (نام علمی: Geotria australis) نام یک گونه از راسته مکنده‌ماهی است.